# Албанско-југословенски гранични сукоб (1948–1954)
Албанско-југословенски гранични сукоб био је период оружаних сукоба између оружаних снага Албаније и Југославије између 1948. и 1954. године. Овај период појачаних тензија између Албаније и Југославије настао је због територијалних несугласица и идеолошких подела између југословенког вође Јосипа Броза Тита и албанског лидера Енвера Хоџе. Током периода хладног рата, граница између Албаније и Југославије постала је једна од најспорнијих у Источном Блоку.
Сукоб је такође обухватио спорна питања, укључујући статус Косова, које има значајан број албанског становништва. Хоџин режим је Косово сматрао делом своје историјске и етничке територије, што је додатно подстакло тензије између две земље.
Сигурими, албанска тајна полиција, одиграла је значајну улогу у подстицању сепаратизма на Косову и заговарању идеје „Велике Албаније“. Сигурими је активно подржавао албанске политичке емигранте у егзилу, те су радили на стварању подршке за независност Косова међу Албанцима у Југославији. Постоје извештаји да је Хоџа слао албанске сепаратисте у Југославију како би промовисали сеператизам на Косову и реализовао планове за "Велику Албанију", како тврде поједини аутори и југословенска влада.

## Позадина

### Албанско-југословенски односи
После Другог светског рата, Југославија и Албанија су развиле веома блиске односе, посебно због заједничке комунистичке идеологије и борбе против фашистичке окупације. Јосип Броз Тито, југословенски лидер, подржао је Енвера Хоџу и Комунистичку партију Албаније у отпору против италијанске и немачке окупације. Међутим, тензије између две земље почеле су да се појављују убрзо након завршетка Другог светског рата. Различите визије комунизма и територијалних претензија биле су централне тачке спора. Тито је почео да води политику „титоизма“, дистанцирајући се од совјетског руководства под Стаљином, док је Хоџа следио више стаљинистичку политику. Ове идеолошке разлике довеле су до раскола између ова два комунистичка лидера.
Поред тога, постојали су територијални спорови између Југославије и Албаније, нарочито у вези с контролом пограничних подручја и излаза на море. Албанија је била забринута због југословенске доминације у региону и тежила је да очува своју независност и суверенитет. То је довело до конфликта и провокација дуж заједничке границе две земље.

### Односи током хладног рата
Након раскола између Стаљина и Тита 1948. године, Албанија се под вођством Енвера Хоџе у почетку окренула Совјетском Савезу. Албанија се надала Стаљиновој подршци да се супротстави југословенском утицају. Албанија се придружила анти-титоистичком блоку и подржала совјетске ставове против Југославије. Међутим, овај савез са Стаљином довео је до зависности од Совјетског Савеза што је резултирао снажним совјетским присуством у Албанији. Упркос првобитном усклађивању политике са Совјетским Савезом, Албанија је касније водила независну спољну политику, дистанцирајући се и од совјетског и од југословенског утицаја. То је довело до тога да Албанија протера све југословенске држављане и војна лица која су остала у земљи 1948. године. Због промене у албанском ставу према Југославији, југословенска влада је 4. јуна 1950. обуставила рад свог Посланства у Тирани, а послове са албанском владом обављала је преко своје амбасаде у Будимпешти. Албанија је рад свог Посланства у Београду обуставила 22. новембра исте године.

### Затварање границе са Југославијом
Године 1948. дипломатски односи између Албаније и Југославије прекинути су након Титовог раскола са Стаљином. Овај раскол је довео до затварања границе Албаније са Југославијом на више од четрдесет година. Албанија је постала најизолованија земља у Европи. Након затварања границе са Југославијом, у периоду од 1948. до 1953. године, било је 7.877 граничних 'инцидената', од којих су 142 били озбиљни инциденти, који су прерасли у оружане сукобе на граници.

### Питање Косова
Централно питање сукоба био је статус Косовска. С обзиром да је на Косову живела значајна албанска популација, Косово је имало велики историјски и етничко-културни значај за Албанију. Албанија је сматрала Косово саставним делом своје територије и подржавала је тежње албанског становништва на Косову за независност. За разлику од тога, Југославија је преузела контролу над Косовом и водила политику његове интеграције у југословенску државу.

## Ток граничног сукоба

### Почетак сукоба
Први инциденти забележени су неколико дана пре објављивања Резолуције Информбироа, када су на југословенско-албанској граници албански гранични органи 25. јуна ранили југословенског граничара Танасија Крстића. Албанија је 19. фебруара 1949. оптужила Југославију да се умешала у оно што је описала као „граничну провокацију“. Два дана касније, Југославија је изнела сопствене тврдње, наводећи да је Албанија 16 пута испалила пуцње преко границе, 10 пута ухапсила југословенске држављане на граници, извршила бројне прелете изнад територије Југославије, дозволила албанским граничним патролама да прелазе границу и чак дозволила албанском поморском броду да уђе у југословенске воде, све то од јула 1948. године. Такође је саопштено да се током граничног сукоба догодило укупно 649 инцидената на граници, што је резултирало са 12 смртних случајева. Режим Енвера Хоџе је оптужен за подстицање ових инцидената од 1948. године. Поред тога, југословенски званичници су тврдили да је албански министар унутрашњих послова Мехмет Шеху лично био одговоран за граничне инциденте.
Најгора граница је албанска. Југословенски званичници кажу да је албански министар унутрашњих послова, Мехмет Шеху, лично био задужен за граничне инциденте. 
У поверљивом документу ЦИА наводи се да је Мехмет Шеху лично наредио формирање и обуку специјалних јединица граничне страже. Ове јединице су имале посебан задатак да врше рације на југословенске положаје и инструкције да на лицу места пуцају на југословенско војно особље или цивиле. Напомиње се да је врло мало специјалаца живо заробљено од стране Југословена, а случајеви дезертерства нису забележени. Успешне операције су награђиване одликовањима, додатним оброцима и новчаним наградама до 1,000 лека.
Оружани обрачуни између Југославије и Албаније почели су већ у јуну 1948. године то се сматра првим документованим инцидентом на граници. Војник Танасије Крстић је рањен 25. јуна 1948. године у инциденту код села Требиште, а 20. октобра 1948. године догодио се још један инцидент када је рањен војник Иван Балеш код Дебра. Учествовао је у сукобу са неидентификованом наоружаном групом која је покушала да пређе из Албаније у Југославију. Пре почетка отвореног сукоба Југославије и земаља чланица Информбироа, југословенско-албанску границу обезбеђивало је тек 800 албанских војника. Одмах по изласку Резолуције Албанци су почели да повећавају број граничних јединца према Југославији. Тај процес је нарочито био видљив у јулу и августу 1949, када је извршена реорганизација албанских граничних јединица и јединица унутрашње безбедности. Режим Енвера Хоџе је на ескалацију тензија одговорио распоређивањем јачих војних снага дуж границе са Југославијом. До августа 1949. године, Албанија је предузела ограничену мобилизацију, повећавши свој војни капацитет на око 40.000 наоружаних људи. Као одговор на Резолуцију Информбироа, Албанија је одмах појачала распоређивање граничара дуж југословенске границе. Ово појачање било је нарочито евидентно у јулу и августу 1949. године током периода реорганизације. За то време, четири од осам албанских граничних батаљона, са око 2.500 војника, била су стационирана дуж албанске границе, што је резултирало густином од пет стражара по километру. Поред тога, око 800 припадника бригаде Сигуримија (унутрашња безбедност) било је распоређено да обезбеђују граничну линију.
У наредним месецима, насиље је ескалирало, пуцњаве, илегални преласци границе и акти саботаже постали су уобичајена појава. Сукоби између граничних трупа обе земље су се интензивирали, што је означило почетак фазе појачане конфронтације између Југославије и Албаније. Југословенска влада је 10. маја 1949. године известила да су албански граничари пуцали на југословенски моторни чамац на Скадарском језеру, у којем су били поручник и три војника, и да су их том приликом убили. Једанаестог октобра 1949. године, југословенски граничар Митар Војновић убијен је од стране албанског војника у близини границе. Од албанске владе је затражено да исплати одштету у износу од 500.000 динара. Подстакнута потписаним споразумом са Мађарском, југословенска влада се већ 5. септембра 1949. дипломатском нотом обратила и Албанији. У циљу избегавања граничних инцидената, Југославија је у овој ноти предложила образовање мешовитих комисија, које би имале иста овлашћења као оне из споразума ФНРЈ и Мађарске. Осим тога, наглашена је потреба да се граница између две земље тачно и јасно обележи, што до тада није био случај. У складу са тим, Министарство иностраних послова Југославије упутило је позив влади Албаније да 20. септембра на Цетиње пошаље своју делегацију која би заједно са југословенским представницима израдила споразум о раду мешовитих комисија за испитивање и утврђивање граничних инцидената и испитивање граничних знакова и обележавање гра-ничне линије. Међутим, албанска страна није дала никакав одговор на ову југословенску ноту. Уместо њега, у току последња три месеца 1949. на југословенско-албанској граници убијена су чак три југословенска граничара. Југословенски органи сматрали су да Албанија својим ћутањем доказује да не жели да успостави нормално стање на граници.

### Оружани сукоб на високом нивоу
Године 1951. оружане провокације на југословенско-албанској граници достигле су врхунац. Почетком те године, генерал Пеко Дапчевић је обавестио Јосипа Броза Тита да је добио извештаје о томе да је око стотину совјетских ловаца и бомбардера тог јутра прелетело из Бугарске ка Албанији. Тито је брзо реаговао, сазвавши састанак са Александром Ранковићем, Едвардом Кардељем, Милованом Ђиласом, Иваном Гошњаком, Кочом Поповићем и Борисом Кидричем. У почетку је изгледало да се назире непосредан напад Совјета и њихових сателита на Југославију. Међутим, Тито је остао уздржан, верујући да то није знак предстојећег совјетског напада, већ је сумњао да Совјети покушавају да албанску територију претворе у стратешки положај. Сукоб је додатно ескалирао када су обе земље појачале своје војно присуство дуж границе, што је резултирало нестабилном ситуацијом коју је карактерисало спорадично насилиље и дипломатске тензије. У мају 1951. године, југословенске трупе су биле стациониране дуж албанске границе. Две дивизије Југословенске армије су непосредно биле пребачене у гранично подручје са Албанијом; једна је била стационирана код Титограда (садашња Подгорица), моторизована у Скопљу, а друга између Дебра и Охрида. Како се наводи, албанске власти су билe узнемиренe, што јe довелo до хапшењa више од 150 особa у коjи су сe сматрали опасним или сумњивим у пограничним деловима сa Југославиjом.

### Први напади
На граници се догодио низ озбиљних инцидената. Неки албански граничари су 23. маја пуцали на југословенску граничну патролу код Драгаша, што је резултирало смрћу југословенског граничара Хезија Ждрала. Још један инцидент се догодио 7. августа у рејону Трнке Горе, где је граничар Владислав Маринковић убијен од стране албанских граничара. Два фатална инцидента су се догодила у октобру 1950. године: граничар Мехо Камари је рањен 5. октобра док је покушавао да спречи неколико појединаца да илегално пређу у Југославију са албанске територије, а Милорад Бурић је повређен 12. октобра током заседе коју су албански побуњеници поставили у близини граничне линије. Поред тога, граничар Силвестер Вукановић је рањен 18. новембра у рејону села Жировнице на граничном сектору Дебар током сукоба са албанским граничарима који су постављали заседе за југословенске патроле.
Ови инциденти изазвали су дипломатске реакције између Албаније и Југославије. Током године, југословенски граничари спречили су 22 покушаја илегалног преласка са територије Југославије на албанску, углавном везаних за појединце повезаним са Резолуцијом Информбироа или преласком из породичних разлога. Млади наредник Симо Чолић је 30. јануара рањен код села Дријенак док је покушавао да одговори на пуцњаву са албанске стране. Дана 16. маја, група албанских војника инфилтирала се дубоко у југословенску територију код Блата, поставила заседу и напала југословенску граничну патролу. У близини села Вусање 18. јула дошло је до сукоба између југословенских граничара и инфилтриране албанске диверзантске групе. У овој борби погинуо је југословенски граничар Милан Николић. Најтежи инцидент догодио се 2. септембра 1951. године код села Жур, када је двочлана југословенска граничарска патрола приметила групу од девет Албанаца у цивилној и војној одећи. Југословенска патрола им је дала знак да стану, али је група почела да се повлачи према граници, што је изазвало пуцњаву. Тројица су погинула, а један Албанац је повређен. 2. октобра 1951. у рејону Горње Воде, 10 км југозападно од Андријевице убијен је граничар КНОЈ-а 23-годишњи Дујо Пухорић.
Група од око 40 албанских војника отворила је ватру на југословенску граничну патролу, омогућивши преосталим припадницима да се повуку на албанску територију. Војник Миодраг Стојановић је исте вечери преминуо од задобијених рана, док је војник Миодраг Ђуричић био рањен. У ноћи између 22. и 23. августа, код села Влашња код Призрена, десетак километара унутар територије Југославије, у сукобу са албанским герилцима погинули су капетан Бранко Мандић и војник Петар Ракић. У извештају Уједињених нација из 1951. године наводи се да је западно од села Горње Белице у области Струге, одред од петнаест албанских војника поставио заседу на граничној линији за југословенску патролу коју су чинила три војника. Сви југословенски војници су том приликом погинули.
1952. године број граничних инцидената је постепено опадао и по учесталости и по тежини. У рејону села Сукобин, 2. јула, југословенска гранична патрола је упала у заседу на југословенској територији коју су поставили албански сепаратисти. После кратке размене ватре, албански сепаратисти су се повукли на своју територију под окриљем митраљеске ватре. Званичну протестну ноту је уложила албанска влада, али ни овај ни многи претходни протести нису дали резултате. Приликом овог инцидента лакше је рањен граничар Слободан Радосављевић.
24. јула неки албански граничари су испалили пуцње директно на југословенску патролу стационирану на граничној линији североисточно од Андријевице. Граничар Франц Скрад је тешко повређен у ватреном окршају. У околини села Жировница, 20. августа, дошло је до озбиљног сукоба између патроле југословенских граничара, милиције и откривене албанске диверзантске групе. У овом сукобу су повређена три милиционера: Каранфиловски, Ристовски и Андровски. Током потере те исте групе на територији Југославије, 22. августа код села Рубнице, повређен је милиционер Миливоје Крати.
После овог инцидента, Министарство спољних послова Југославије уложило је протест албанској влади тражећи одштету за породице погинулих и повређеног милиционера, али се албанска влада оглушила о овај захтев. Године 1952. регистровано је 13 покушаја упада диверзантских група са територије Албаније на територију Југославије. Претпостављало се да број откривених група није обухватио све упаде. У девет случајева диверзантске групе нису претрпеле губитке у сукобима са југословенским граничарима, док је у два случаја један диверзант погинуо.
У околини Врбнице, 2. августа, југословенска гранична патрола је упала у заседу коју су поставили албански граничари на територији Југославије. У помоћ је брзо стигао командант патроле са још 15 граничара. У сукобу који је уследио, смртно је рањен југословенски командант Милета Гавровић. Те године су се догодила још два велика инцидента са смртним случајевима. У Дечанским планинама, око два километра унутар територије Југославије, 24. јула у сукобу са откривеном албанском диверзантском групом погинуо је десетар Бошко Жиловић у рејону карауле „Ропс“ 19 километара југозападно од Пећи. Потом су се диверзанти, обучени у албанске униформе, повукли на територију Албаније. Приликом реновирања граничних обележја 30. јула на 25 километара од Призрена погинуо је десетар Момчило Малчић. У априлу исте године, диверзантска група је безуспешно покушала да пређе на југословенску територију код Охрида, са још шест група које су покушале да се инфилтрирају у Југославију (три код Дебра, две код Скадра и једна код Пећи). У јулу су забележена још четири покушаја (два код Призрена и по један код Пећи и Дебра), а у августу још четири покушаја (два код Призрена и по један код Пећи и Дебра). У септембру су такође била два покушаја код Призрена и по један код Пећи и Дебра, док су у октобру забележена два неуспешна покушаја (један код Колашина и један код Призрена).
Током 1953. години забележено је 11 случајева шверца пропагандног материјала, са три случаја у Чизмову у фебруару и у априлу два у Чизмову и два у околини Призрена, а по један у мају и октобру у околини Призрена. Такође, забележено је 18 инцидената нарушавања територијалних вода, 21 случај пуцања на граничаре, од којих је 18 на територији Југославије, четири случаја ракетних напада, 19 откривених диверзантских група, три случаја осветљавања територије и два случаја извиђања.
Године 1953, иако се број инцидената смањио, њихова озбиљност је остала опипљива. 29. јула, код Јуника, југословенска гранична патрола је упала у заседу коју су поставили албански војници на територији Југославије. Убрзо је командир страже са 15 војника послао помоћ патроли. У жестокој борби тешко је повређен војник Милета Гавровић. 2. августа, код Врбнице, југословенска гранична патрола поставила је замку за албанску диверзантску групу. Током овог окршаја југословенски војници Драги Рајић и Милан Милосављевић задобили су лакше повреде. Поред тога, током године су се догодила два велика инцидента са смртним исходом. 24. јуна, у планинама код Дечанa, око два километра дубоко у територију Југославије, у сукобу с инфилтрираном албанском диверзантском групом погинуо је наредник Бошко Жиловић. Инфилтратори, обучени у албанске униформе, након тога су се повукли на албанску територију. 30. јула, приликом обнове граничних ознакa, 25 километарa од Приштинe, погинуо је наредник Момчило Малчић. Истe годинe, у априлу, догодио се неуспешан покушaj албанске диверзантске групe да пређe на југословенску териториjу код Охрида. У јуну је шест група покушало да упадне у Југославију (три код Дебра, две код Скадра и једна код Пећи).
У јулу су изведена четири покушаја (два код Јуника и по један код Дебра и Пећи). У августу су се догодила још четири покушаја (два код Призрена и по један код Пећи и Дебра), а затим још два у септембру (по један код Призрена и Пећи). У октобру су направљена два неуспешна покушаја (један код Колашина и један код Призрена). Године 1953. забележено је 11 случајева кријумчарења пропагандног материјала из Албаније на територију Југославије (пет случајева преко реке Цијевне у фебруару и у априлу два преко Цијевне и два код Призрена, те по један у мају и октобру код Призрена).
Током граничних сукоба Југославије са осталим суседним совјетским савезничким државама, Албанија је изазвала најзначајније провокације и оружане сукобе, иако је укупно пријавила мањи број инцидената на граници. Више од половине југословенских граничара који су страдали током ових сукоба постали су жртве албанских провокација, са 11 погинулих и 18 повређених. Укупно је било 4.750 инцидената на мађарској граници, 1.761 на румунској, 1.176 на бугарској и 574 на албанској граници.

## Последице

### Жртве
Током сукоба, обе стране су претрпеле губитке. Српски писац Александар Животић написао је да је убијено укупно 7 албанских војника и да је 16 ухапшено, укључујући 3 официра албанске обавештајне службе Сигурими.
Број жртава и рањених на југословенској страни варирао је током граничног сукоба. Према различитим ауторима, као што су Марко Милетић и Александар Животић, бројеви погинулих југословенских војника крећу се од 11 до 12. Иван Лаковић тврди да је живот изгубило 18 југословенских граничара. Западна ауторка Јудит Бел помиње 12 жртава. Што се тиче повреда, Марко Милетић наводи 18 рањених, док Александар Животић каже да их је било 19. Иван Лаковић, међутим, тврди да је повређено 38 југословенских војника.

### Мировни преговори и споразуми
Први знак промене политичког става десио се када је албанска влада позвала југословенску владу да разговарају о конкретним питањима везаним за њихову заједничку границу и оружане сукобе. Генерал ЈНА Душан Мугоша указао је на тешкоће у вођењу разговора са албанским официрским делегатима. Преговори са албанском делегацијом, започети су 17. августа у Поградецу, наишли су на значајне препреке. Недостатак разумевања између страна довео је до брзог застоја у разговорима, који су након више од месец дана без значајних резултата прекинути 27. септембра. Међутим, потреба за решавањем проблема на граници приморала је обе стране да наставе дијалог. Упркос бројним тешкоћама, споразум је постигнут 9. децембра, а 11. децембра у Охриду је потписан споразум о превенцији и истраживању граничних инцидената. Упркос овим изазовима, обе стране су успеле да постигну договор, чиме су постављени темељи за даље преговоре и сарадњу.
Ови почетни разговори отворили су врата за будуће дијалоге, који су на крају резултирали потписивањем посебних споразума у Поградецу 9. децембра 1953. године. Ти споразуми су формирали заједничку комисију за решавање питања границе, поделивши је на три сектора регулишући је на основу протокола из 1926. године. Брза имплементација мера обележавања граничне линије, завршена до децембра 1954. године. Ова резолуција је ефикасно решила сукоб, решавајући територијалне спорове и успостављајући оквир за будућу сарадњу.  Штавише, то је довело до повлачења југословенске дивизије са границе са Албанијом. У исто време када су се водили преговори о решавању пограничних инцидената, југословенски представници су са албанским делегатима дискутовали о поправци и означавању граничних знакова. Албанци су инсистирали на истовременом разматрању свих граничних питања, укључујући инциденте, обнову знакова, заједничко коришћење водотокова на граници, као и враћање изгубљене стоке. Споразум о обнови уништених и оштећених граничних пирамида и постављању нових међупирамида на југословенско-албанској граници потписан је 11. децембра 1953. у Поградецу. Радови су започели након првог састанка мешовите комисије у априлу 1954. године, а конкретно извођење је почело 3. маја. Међутим, у јуну је дошло до трагичног инцидента у којем је живот изгубио југословенски војник током радова на означавању границе на Цијевној реци, што је привремено зауставило радове. Они су настављени 3. септембра након што су Албанци прихватили додатне мере заштите. Због лоших временских услова, радови су на захтев Југославије прекинути 1. новембра, с тим да се наставак планира за пролеће 1955. Радови су, како је било договорено, настављени следећег априла и успешно завршени у октобру 1955. године.
Процес нормализације односа који је започет смањио је инциденте на граници током 1954. године, али је ипак било жртава. Десетар Момчило Малчић био је последњи југословенски граничар који је погинуо на југословенско-албанској граници, убијен док је поправљао граничне ознаке у близини карауле „Крстац“ на југословенско-албанској граници. У прва три месеца 1955. југословенски органи регистровали су само један гранични инцидент на граници са Албанијом. Први пут од почетка сукоба није било људских губитака. Био је то јасан показатељ да је процес нормализације односа две стране текао у добром смеру. 